# آنا شچپانیاک
آنا شچپانیاک (لهستانی: Anna Szczepaniak؛ ۱۶ آوریل ۱۹۵۱–۲ مارس ۱۹۷۹) بازیگر اهل لهستان بود.
از فیلم‌ها یا مجموعه‌های تلویزیونی که وی در آن‌ها نقش داشته‌است، می‌توان به سرنوشت‌های لهستانی و به‌دور از جاده اشاره نمود.